# زلاتیا (استان مونتانا)
زلاتیا (به بلغاری: Zlatia) یک منطقهٔ مسکونی در بلغارستان است که در شهرستان والچدرام واقع شده‌است.